# Antonio Varisco
Pour les articles homonymes, voir Varisco.
Antonio Varisco, né le 29 mai 1927 à Zadar et mort le 13 juillet 1979 à Rome, est un carabinier italien assassiné par les brigades rouges.

## Biographie
Il atteint le grade de lieutenant-colonel. Il est mort en 1979, victime d'une attaque revendiquée par les Brigades rouges. En 1982, le leader de la "colonne romaine Antonio Savage" a assumé la responsabilité de l'assassinat.

## Honneur
Médaille de la valeur civile 
« Comandante del Reparto Carabinieri Servizi Magistratura, assolveva i suoi particolari e delicati compiti con assoluta dedizione, responsabile impegno ed ammirevole tenacia, pur consapevole del gravissimo rischio personale per il riacutizzarsi della violenza eversiva contro l'intero ordine giudiziario. Fatto segno a numerosi colpi d'arma da fuoco in un vile e proditorio agguato tesogli da un gruppo di terroristi, sublimava col supremo sacrificio una vita spesa a difesa della collettività e delle istituzioni democratiche. Roma, 13 luglio 1979 » Rome le 25 mai 1982